# Kanazawa bunko
Pour les articles homonymes, voir Kanazawa (homonymie).
Le Kanazawa bunko (金沢文庫) est un musée japonais privé situé dans l'arrondissement de Kanazawa à Yokohama. Le musée, ouvert au public, présente une collection d'objets d'art traditionnel chinois et japonais.
Le Kanazawa bunko est à l'origine une bibliothèque, ce qu'il est toujours. C'était un des deux plus importants centre d'éducation du Japon médiéval avec Ashikaga gakkō. La bibliothèque a été créée en 1275 par Hōjō Sanetoki (1224-1276), un petit-fils de Hōjō Yoshitoki, second shikken régent du shogunat de Kamakura.
Les collections comprennent des portraits de l'époque de Kamakura, des exemplaires de calligraphie extrême-orientale, des classiques chinois et japonais ainsi que des sutras bouddhistes et des manuscrits zen. Le musée est hébergé dans un bâtiment moderne situé dans l'enceinte du temple Shōmyōji. La collection expose également une Guanyin à onze têtes (déesse de la pitié), un Maitreya et d'autres images classées bien culturel important.